# Mont Haguro
Le mont Haguro (羽黒山, Haguro-san) est une montagne du Japon située dans la préfecture de Yamagata, dans la région de Tōhoku, sur l'île de Honshū. D'une altitude de 414 m, il est le moins élevé des trois monts Dewa.

## Ascension
Le sentier de montagne qui part de la base du mont Haguro serpente à travers la forêt et passe à proximité d'une pagode à cinq étages, un bâtiment en bois datant de 1372 et classé trésor national en 1966. Il est en partie constitué de 2 446 marches en pierre. À mi-chemin se trouve un chashitsu (maison de thé). L'ascension dure environ une heure.